# Sielsowiet Ludzieniewicze
Sielsowiet Ludzieniewicze (biał. Людзяневіцкі сельсавет, ros. Люденевичский сельсовет) – sielsowiet na Białorusi, w obwodzie homelskim, w rejonie żytkowickim, z siedzibą w Ludzieniewiczach.

## Demografia
Według spisu z 2009 sielsowiet Ludzieniewicze zamieszkiwało 2289 osób, w tym 2198 Białorusinów (96,02%), 45 Rosjan (1,97%), 41 Ukraińców (1,79%), 2 Polaków (0,09%) i 3 osoby innych narodowości. Do 1 stycznia 2019 liczba ludności spadła do 1987 osób.

## Geografia i transport
Sielsowiet położony jest na Polesiu, w zachodniej części rejonu żytkowickiego. Największymi rzekami są Prypeć, Słucz i Skrepica. Część terenów sielsowietu znajduje się w obrębie Rezerwatu Krajobrazowego Środkowa Prypeć.
Przebiega przez niego droga magistralna M10 oraz linia kolejowa Kalinkowicze – Łuniniec.

## Miejscowości
- agromiasteczko:
  - Ludzieniewicze
- wsie:
  - Bierazina
  - Bronisławów
  - Douhaja Dubrowa
  - Dziedówka
  - Hrada
  - Kalinauka
  - Kniaź-Bor
  - Siołko
  - Wiazau Les
  - Wilcza
  - Zahaccie
  - Zahorbaszsza